# Kafoumba Coulibaly
Kafoumba Coulibaly (Abidjan, 26 oktober 1985) is een Ivoriaans voormalig voetballer die doorgaans speelde als middenvelder. Tussen 2003 en 2017 speelde hij voor ASEC Mimosas, Beveren, Chonburi, BEC Tero, SC Bastia, OGC Nice, Kasımpaşa en CA Bastia. Coulibaly maakte in 2008 zijn debuut in het Ivoriaans voetbalelftal en kwam uiteindelijk tot twaalf interlands.

## Carrière
Coulibaly, een verdedigende middenvelder, begon zijn carrière bij Académie de Sol Beni, de jeugdopleiding van de Ivoriaanse topclub die wordt geleid door de voormalig Frans international Jean-Marc Guillou. In 2004 verhuisde hij naar Beveren, dat uitkwam in de Jupiler Pro League. Vervolgens speelde hij in Thailand voor Chonburi en BEC Tero. In 2007 werd Coulibaly ingelijfd door SC Bastia, uitkomend in de Ligue 2. Na een goed debuutseizoen in de Franse competitie, werd hij overgenomen door OGC Nice, dat een niveau hoger uitkomt. In 2012 vertrok Coulibaly naar Kasımpaşa, maar na een half jaar besloot hij die club achter zich te laten. Na zeven maanden zonder club keerde Coulibaly terug bij Kasımpaşa en bleef er deze keer anderhalf jaar, waarna hij in januari 2015 weer vertrok. In mei 2017, na ruim twee jaar zonder club te hebben gezeten, tekende de Ivoriaan voor CA Bastia. Na één wedstrijd zette hij een punt achter zijn loopbaan als voetballer.

## Internationale carrière
Coulibaly werd opgenomen in de selectie van het Ivoriaans voetbalelftal op de Olympische Zomerspelen 2008 in Beijing. Hij maakte zijn debuut voor het nationale elftal op 7 september 2008 in een kwalificatiewedstrijd voor het WK van 2010 tegen Mozambique.
1 Angban ·
2 Wawa ·
3 Viera ·
4 Bamba ·
5 Angoua ·
6 Kambou ·
7 Coulibaly ·
8 Kalou ·
9 Dja Djedje ·
10 Koné ·
11 Moura-Komenan ·
12 Bagayoko ·
13 Abraham ·
14 Gervinho ·
15 Ladji ·
16 Okoua ·
17 N'Gossan ·
18 Cissé ·
Coach: Gili